# Vitis bashanica
Vitis bashanica — вид ліан з роду Виноград (Vitis). Ендемік для Китаю (провінція Шеньсі). Зростає на висоті близько 300 метрів над рівнем моря.

## Опис
Гілки тонкі, волосисті. Вусики нерозгалужені або роздвоєні. Листя просте. Черешок від 1,6 до 3 см, волосистий. Листкова пластинка овально-еліптична, від 5,5 до 6,9 см завдовжки та від 3,6 до 4,8 см завширшки. Ягода куляста, діаметром приблизно 7 мм. Колір ягоди при дозріванні пурпурно-чорний. Плодоносить у серпні.